# مزیدیان
مزیدیان دودمانی بودند که در بین سده‌های چهارم تا ششم هجری قمری در سرزمین‌های هیت و کوفه فرمانروایی داشتند.
مزیدیان از قبیله اسد منشعب شده، عربستان را ترک گفته و در قادسیه بر کناره چپ دجله پراکنده شدند. سندالدوله ابوالحسن علی در سال ۳۸۷ق (۹۸۷م) بر بهاءالدوله بویهی شوریدند ولی بزودی فرمانبرداری آنان را گردن نهادند ولی دوباره در سال ۴۰۳ق (۱۰۲۱م) پرچم استقلال برافراشت و سلطان‌الدوله بویهی را وادار کرد تا حکومت او را به رسمیت بشناسد.
با آنکه آنان در اصل از اعراب بدوی بودند، ولی نشان دادند که مدیران و سیاست‌مداران چیره دستی هستند و در رویدادهای گوناگون عراق در دوره سلجوقیان به صورت قدرت مهمی درآمدند. در زمان صدقةبن منصور، امیر بزرگ مزیدی، بر گرد شهر حله حصار استواری کشیدند و به این ترتیب این شهر مرکز قدرت مزیدیان در عراق شد. مزیدیان دارای تمایلات شیعی زیادی بودند.شهر حله در دو طرف رود فرات و در صد كيلومتري بغداد واقع شده است. اين شهر در سال493 هجري قمري توسط صدقة بن منصور بن دبيس بن‌ علي بن ‌مزيد اسدي تأسيس شد، و توسط او، حله آباد گرديد و تبديل به پايتخت «بنو مزيد» گرديد.

## فرمانرواها
| فرمانروا                    | سال فرمانروایی |
| سناءالدوله علی اول ابن مزید | ۳۵۰ق/۹۶۱م      |
| نورالدوله دبیس اول          | ۴۰۸ق/۱۰۱۸م     |
| بهاءالدوله منصور            | ۴۷۴ق/۱۰۸۱م     |
| سیف‌الدوله صدقه اول          | ۴۷۹ق/۱۰۸۶م     |
| نورالدوله دبیس دوم          | ۵۰۱ق/۱۱۰۸م     |
| سیف‌الدوله صدقه دوم          | ۵۲۹ق/۱۱۳۵م     |
| محمد                        | ۵۳۲ق/۱۱۳۸م     |
| علی دوم                     | ۵۴۰ق/۱۱۴۵م     |
| چیرگی سلجوقیان              | ۵۴۵ق/۱۱۵۰م     |

## اوج فروانروایی
بی شک بزرگ ترین و مشهورترین حکمران مزیدی، صدقة بن منصور بود که همزمان با ظهور خاندان سلجوقی، حکومت مزیدیان را در اختیار داشت. وی که امیری هوشمند بود، با استفاده از اختلاف ها و درگیری های بین امرای سلجوقی، شهرهای بصره، کوفه، هیت و تکریت را به زیر فرمان آورد، و شهر حلّه را بنا نهاد و پایتخت خود را بدانجا منتقل ساخت و آن شهر را پایگاهی برای حمایت بی چون و چرا از عالمان و دانشمندان قرار داد و زمینة گسترش بیش از پیش تمدّن اسلامی را فراهم آورد.

## مزیدیان در حال حاضر
مزیدیان در حال حاضر در کشورهایی مانند 
عراق،ایران،مصر و بیشتر آنها در کشور کویت زندگی می کنند.از معروفترین اشخاص مزیدیان در حال حاضر می توان به ذریت شیخ عبدالباقر مزیدی اشاره کرد که ساکن مناطق عرب نشین خوزستان در کشور ایران هستند.در کویت اما می توان به پسران شیخ ابراهیم مزیدی که بیشتر آنها مقام های حکومتی هستند اشاره کرد.